# Gurahonț (gmina)
Gurahonț – gmina w Rumunii, w okręgu Arad. Obejmuje miejscowości Bonțești, Dulcele, Feniș, Gurahonț, Honțișor, Iosaș, Mustești, Pescari, Valea Mare i Zimbru. W 2011 roku liczyła 3973 mieszkańców.